# Svenska Handbollförbundet
De Svenska Handbollförbundet (SHF) is de koepelorganisatie in Zweden voor de beoefening van het handbal. De SHF organiseert het handbal in Zweden en vertegenwoordigt het Zweedse handbal op internationale sportevenementen.
De bond is opgericht in 1930 en is lid van de Internationale handbalfederatie. Anno 2017 telde de bond 122.325 leden, verspreid over 410 verenigingen. 

## Nationale ploegen
- Zweeds handbalteam (mannen)
- Zweeds handbalteam (vrouwen)
- Zweeds handbalteam junioren (mannen)
- Zweeds handbalteam junioren (vrouwen)
- Zweeds handbalteam jeugd (mannen)
- Zweeds handbalteam jeugd (vrouwen)

## Ledenaantallen
Hieronder de ontwikkeling van het ledenaantal en het aantal verenigingen:
| Jaar | Aantal leden | Aantal verenigingen |
| ---- | ------------ | ------------------- |
| 2017 | 122.325      | 410                 |
| 2016 | 103.962      | 404                 |
| 2015 | 87.544       | 413                 |
| 2014 | 78.199       | 406                 |
| 2013 | 70.666       | 403                 |
| 2012 | 100.000      | 488                 |
| 2011 | 100.000      | 498                 |
| 2010 | 110.000      | 510                 |
| 2009 | 110.000      | 521                 |
| 2008 | 110.000      | 530                 |
| 2007 | -            | 523                 |
| 2006 | 110.000      | 522                 |